# Mariusz Bałaziński
Mariusz Bałaziński (ur. 19 maja 1970 w Pabianicach) – polski kulturysta, zawodnik federacji IFBB w kulturystyce, wcześniej w kulturystyce klasycznej. Od 2007 roku członek Kadry Narodowej Polski w Kulturystyce. Absolwent AWF Warszawa, specjalizacja trenerska (2 letnia) – trener II klasy z kulturystyki oraz podnoszenia ciężarów. Związany z Klubem Olimpia Zabrze.

## Wczesne lata
Jego pasja do sportu zaczęła się już w młodym wieku, kiedy trenował piłkę nożną w klubie „Włókniarz”. W wieku 18 lat zaczął interesować się kulturystyką, ćwicząc na poręczach i drążku. Swoje pierwszy sprzęt kulturystyczny (sztangi, ławeczka) zorganizował w domu, co pozwoliło mu rozwijać swoje zainteresowanie kulturystyką.

### Praca zawodowa
Mariusz Bałaziński pracuje jako nauczyciel wychowania fizycznego w Zespole Szkół Specjalnych w Pabianicach. Jest również trenerem kulturystyki oraz podnoszenia ciężarów. Znany ze swojej dyscypliny i pasji do sportu, którą dzieli z innymi jako trener personalny. Jego zaangażowanie i konsekwencja są wzorem dla młodszych zawodników. Regularnie udziela się na mediach społecznościowych, dzieląc się swoimi treningami i motywując innych do aktywnego trybu życia.

## Kariera sportowa
Karierę kulturystyczną rozpoczął dość późno, w wieku 36 lat, co jest nietypowe w tej dyscyplinie. W 2006 roku zadebiutował na zawodach kulturystycznych, co zapoczątkowało jego dynamiczny rozwój w tej dziedzinie. Od tego czasu zdobywa liczne tytuły na krajowych i międzynarodowych zawodach.
Jest czterokrotnym mistrzem świata w kulturystyce w różnych kategoriach wiekowych i wagowych, w tym w kategorii Masters (2016, 2019, 2020, 2022). Jest również wielokrotnym mistrzem Polski i Europy, a także zdobywcą tytułu wicemistrza Europy (2014, 2018, 2020, 2023).

## Sukcesy sportowe:
Źródło:
- 2008 r. Mistrzostwa Świata w kulturystyce klasycznej – 3 miejsce
- 2009 r. Mistrzostwa Europy w kulturystyce klasycznej – 3 miejsce
- 2009 r. World Games – w kulturystyce do 80 kg – 3 miejsce
- 2009 r. Mistrzostwa Świata w kulturystyce klasycznej – 2 miejsce
- 2010 r. Puchar Świata w kulturystyce OPEN – 2 miejsce
- 2011 r. Arnold Classic Amateur USA w kulturystyce klasycznej – 1 miejsce
- 2011 r. Mr. Olympia Amateur w kulturystyce klasycznej – 1 miejsce
- 2011 r. Mr. Olympia Amateur w kulturystyce 75 kg – 2 miejsce
- 2011 r. Arnold Classic Europe w kulturystyce klasycznej – 2 miejsce
- 2013 r. Arnold Classic Europe w kulturystyce klasycznej – 2 miejsce
- 2013 r. Mistrzostwa Świata w kulturystyce klasycznej – 3 miejsce
- 2014 r. Mistrzostwa Europy w kulturystyce do 85 kg – 2 miejsce
- 2016 r. Mistrzostwa Świata Masters w kulturystyce do 90 kg – 1 miejsce
- 2017 r. Diamond Cup – Kulturystyka Masters – 2 miejsce
- 2017 r. Diamond Cup – w kulturystyce do 90 kg – 3 miejsce
- 2017 r. Mr. Olympia Amateur – w kulturystyce do 80 kg – 3 miejsce
- 2017 r. Diamond Cup Grecja – kulturystyka – 1 miejsce
- 2018 r. Mistrzostwa Europy Masters – w kulturystyce do 80 kg – 2 miejsce
- 2019 r. Mistrzostwa Świata Masters – w kulturystyce OPEN – 1 miejsce
- 2020 r. Mistrzostwa Europy Masters – 1 miejsce
- 2020 r. Mistrzostwa Europy Senior – 2 miejsce
- 2020 r. Arnold Classic Europe[6] – 2 miejsce
- 2021 r. Arnold Classic Europe[7] – 2 miejsce
- 2022 r. Mistrzostwa Europy[8] – 2 miejsce
- 2022 r. Mistrzostwa Świata w parach mieszanych (z Olgą Kelm)[9] – 1 miejsce
- 2023 r. Mistrzostwa Europy Masters Man BB[10] – 1 miejsce
- 2023 r. Mistrzostwa Europy Masters Man Classic Physique[10] – 2 miejsce
- 2023 r. Mistrzostwa Europy w parach mieszanych (z Olgą Kelm)[10] – 2 miejsce
- 2023 r. IFBB Armenia Grand Prix[10] – 1 miejsce
- 2024 r. IFBB European Bodybuilding Championships w parach mieszanych (z Olgą Kelm)[11] – 1 miejsce
- 2025 r. Mistrzostw Polski PZKFiTS w kategorii do 90 kg[12] – 3 miejsce
- 2025 r. IFBB European Bodybuilding Championships MASTERS (55–59 lat)[13] – 1 miejsce
- 2025 r. IFBB European Bodybuilding Championships w parach mieszanych (z Agnieszką Ryk)[14] – 2 miejsce
- 2025 r. NPC EUROPEAN FESTIVAL of Bodybuilding & Fitness w kategorii BB NOVICE[15] – 1 miejsce
- 2025 r. NPC EUROPEAN FESTIVAL of Bodybuilding & Fitness w kategorii BB MASTERS[16] – 2 miejsce
- 2025 r. NPC EUROPEAN FESTIVAL of Bodybuilding & Fitness w kategorii Classic Physique Masters[17] – 3 miejsce
- 2025 r. NPC EUROPEAN FESTIVAL of Bodybuilding & Fitness w kategorii Classic Physique NOVICE[18] – 4 miejsce